# Géographie du Yémen

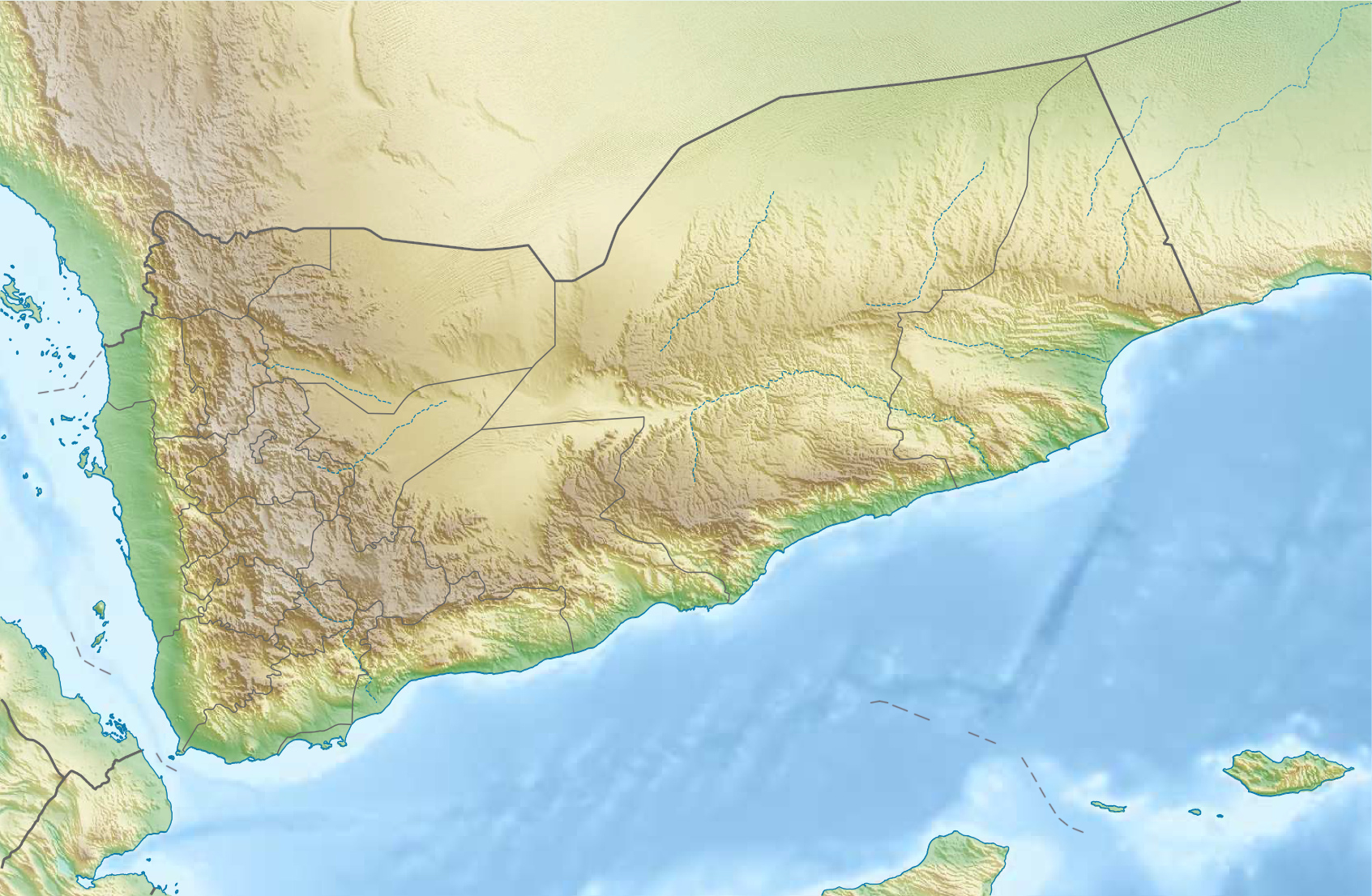
Carte topographique du Yémen

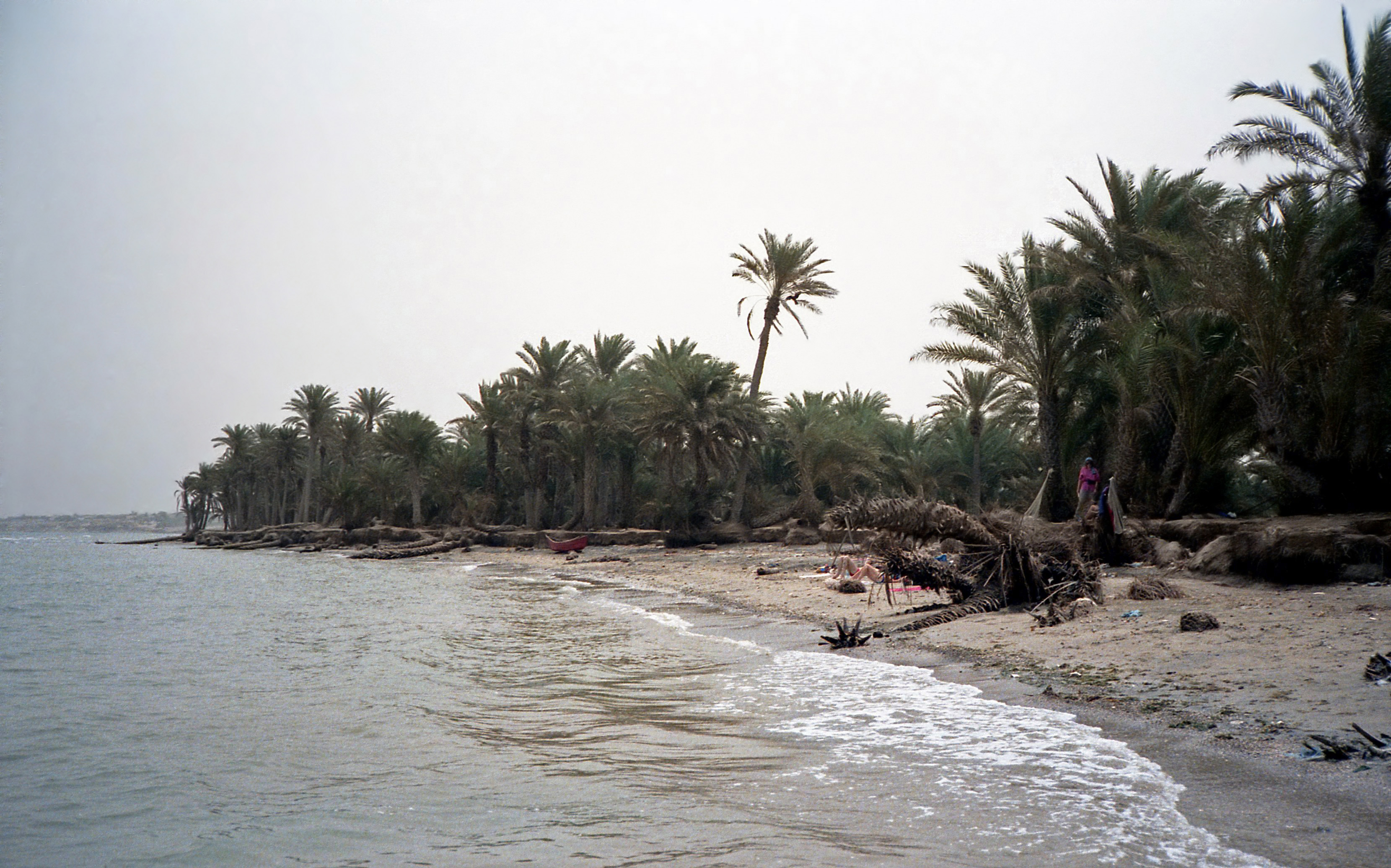
Tihama

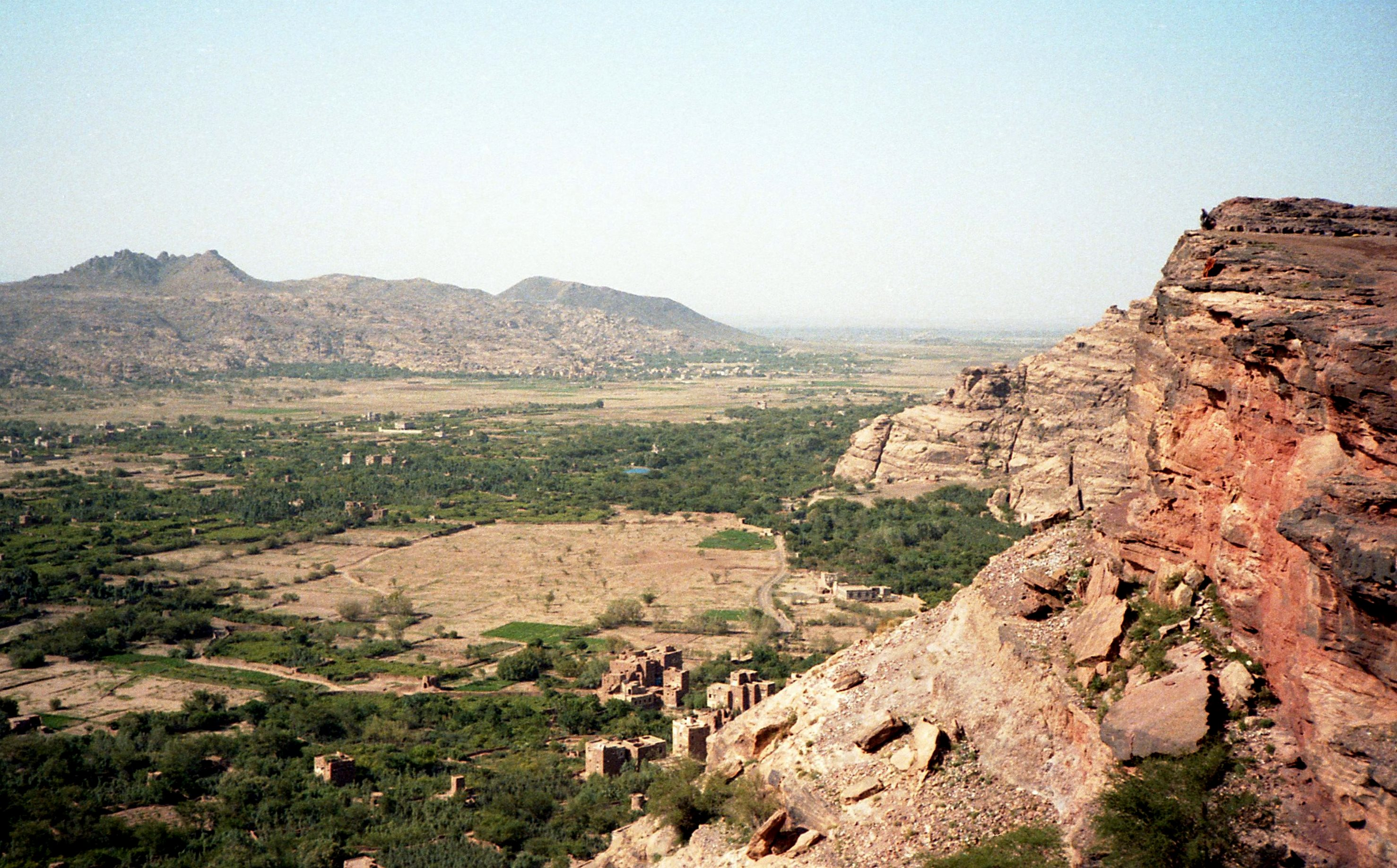
Wadi Dhar

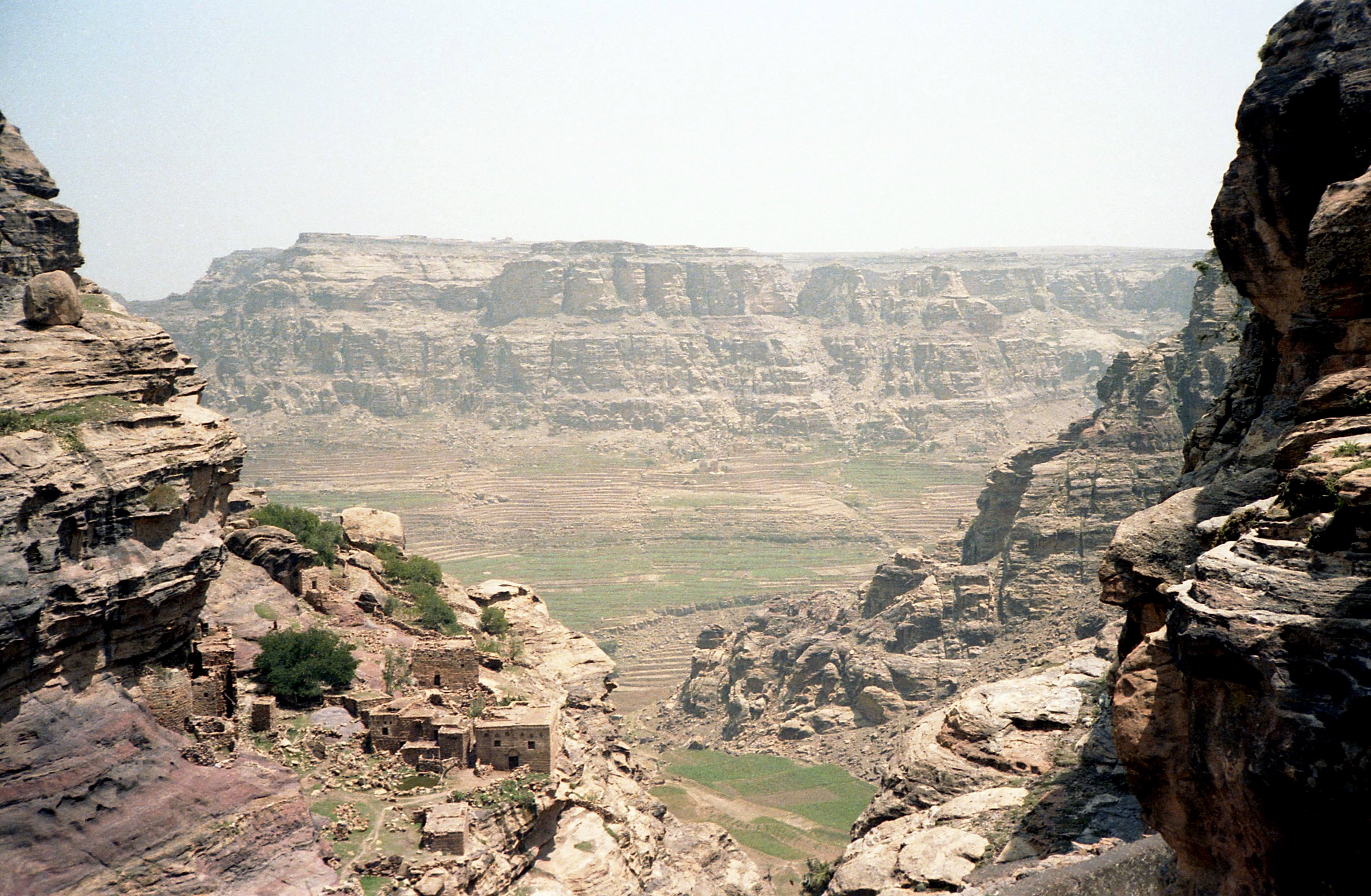
Proximité de Kawkaban

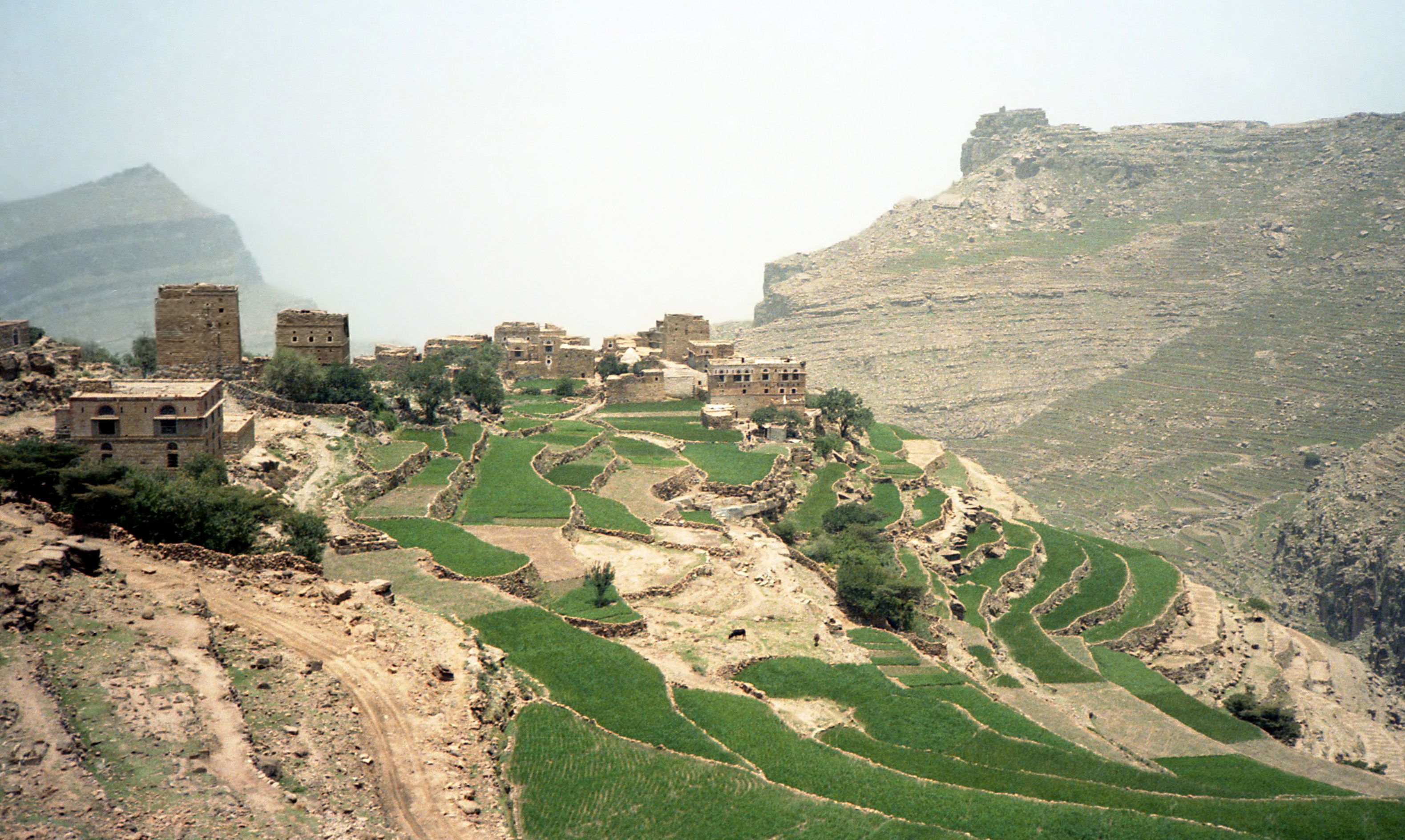
Cultures en terrasse

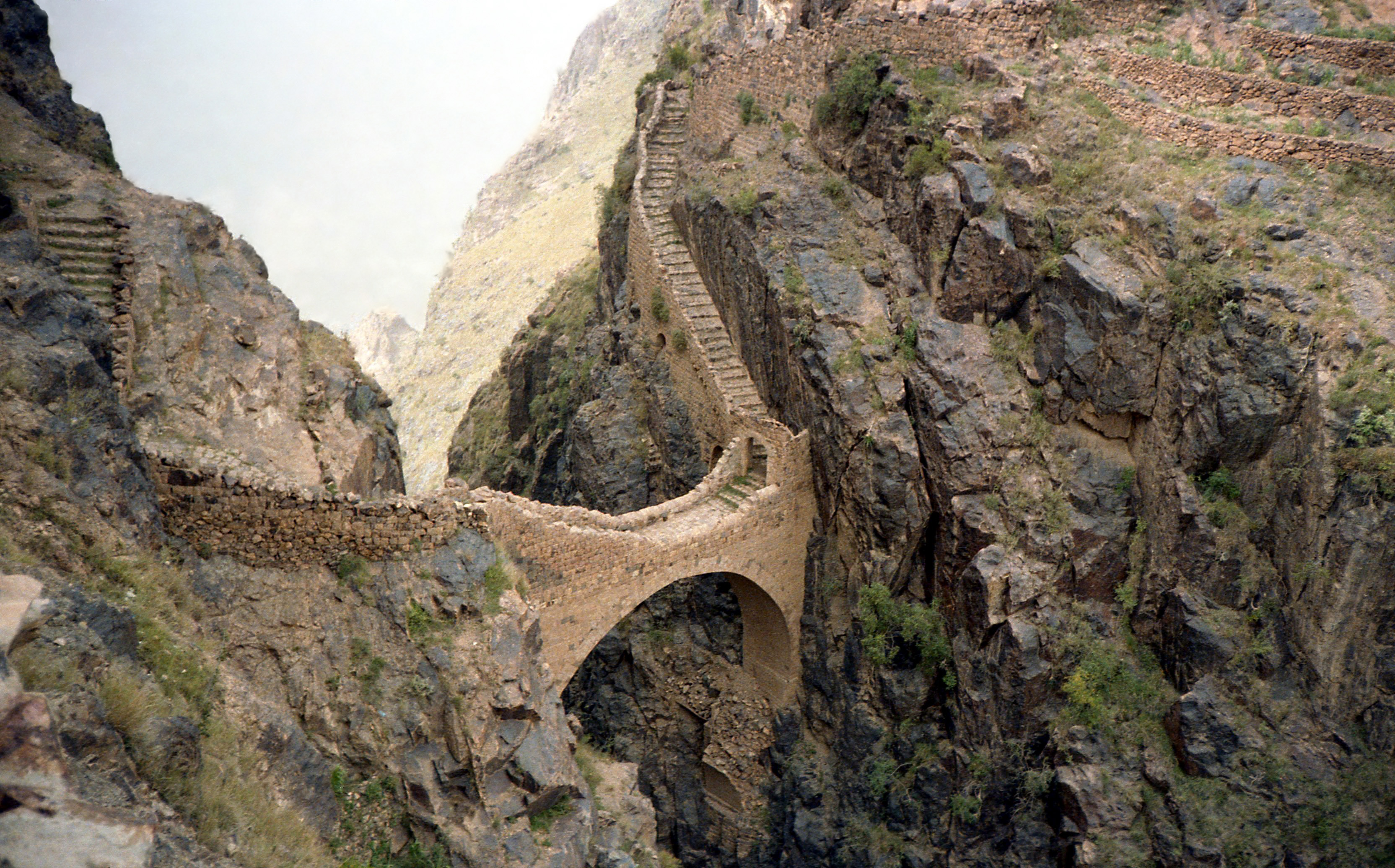
Vieux pont en pierre à Shaharah

Le Yémen occupe le sud de la péninsule Arabique. Il est entouré à l'ouest par la mer Rouge, au sud par le golfe d'Aden et la mer d'Arabie (ou mer d'Oman), à l'est par le sultanat d'Oman et au nord par le royaume d'Arabie saoudite. Quelques kilomètres seulement le séparent de Djibouti et de l'Érythrée.
Le Yémen fait partie des 15 États de l'ensemble régional communément appelé le berceau de la civilisation.
Il y avait 28 498 973 habitants en 2018.

## Données statistiques
Superficie :

Totale :
527 970 km2

Note :
Sont incluses les îles de Périm et l'archipel de Socotra
Distance frontalière :

Total :
1 746 km

Pays frontaliers :
Oman 288 km, Arabie saoudite 1 458 km
Côtes :
1 906 km
Climat :
Principalement aride
Relief :

Point le plus bas :
mer d'Arabie 0 m

Point le plus élevé :
Jabal an Nabi Shu'ayb 3 760 m
Ressources minérales et énergétiques :
pétrole, halite, marbre, houille, or, plomb, nickel, cuivre
Terres irriguées :
3 600 km2 (en 1993)
Risques naturels :
Tempêtes de sable
Environnement - accords internationaux :
Les autorités yéménites se sont engagées dans la biodiversité, ont signé le Traité d'interdiction complète des essais nucléaires (30 septembre 1996, mais non ratifié) et le Protocole de Montréal.
Géostratégie :
La position géographique du Yémen en fait une région du monde convoitée car stratégique (notamment au point de passage dans le golfe d'Aden, haut lieu de trafic et de surveillance de la marine américaine et occidentale).

## Côtes
Le Yémen a 1 906 km (1 184 milles) de côtes, le long de la mer d'Arabie, le golfe d'Aden et la mer Rouge.
Le Yémen revendique une mer territoriale de 12 milles marins (13,8 milles, 22,2 km), une zone contiguë de 24 milles nautiques (27,6 milles; 44,4 km), une zone économique exclusive de 200 milles marins (230,2 milles; 370,4 km), et un plateau continental de 200 milles marins (230,2 milles; 370,4 km). ou au bord de la marge continentale.

## 20 gouvernorats
- Gouvernorat d'Abyan / capitale : Zinjubar
- Gouvernorat d’Aden / Aden
- Gouvernorat d'Amran / Amran,
- Gouvernorat d'Al Bayda'/ al Bayda' (Yémen),
- Gouvernorat d'Ad Dali' / ad Dali',
- Gouvernorat de Dhamar / Dhamar
- Gouvernorat d'Al Jawf / Al Hazm
- Gouvernorat de l’Hadramaout / Al Moukalla, dont Seiy'un... voir Hadramaout
- Gouvernorat de Hajjah / Hajjah
- Gouvernorat d'al-Hodeïda / al-Hodeïda
- Gouvernorat d'Ibb / Ibb
- Gouvernorat de Lahij / Lahij
- Gouvernorat d'al-Mahra / Al Ghaydah
- Gouvernorat d'Al Mahwit / al Mahwit
- Gouvernorat de Ma'rib / Ma'rib
- Gouvernorat de Raima / Al Jabin
- Gouvernorat de Sa'dah / Sa'dah
- Gouvernorat de Sanaa / Sanaa
- Sanaa (District de la capitale)
- Gouvernorat de Chabwa / 'Ataq
- Gouvernorat de Ta'izz / Ta'izz